# Anhängewagen (Verkehrsrecht)

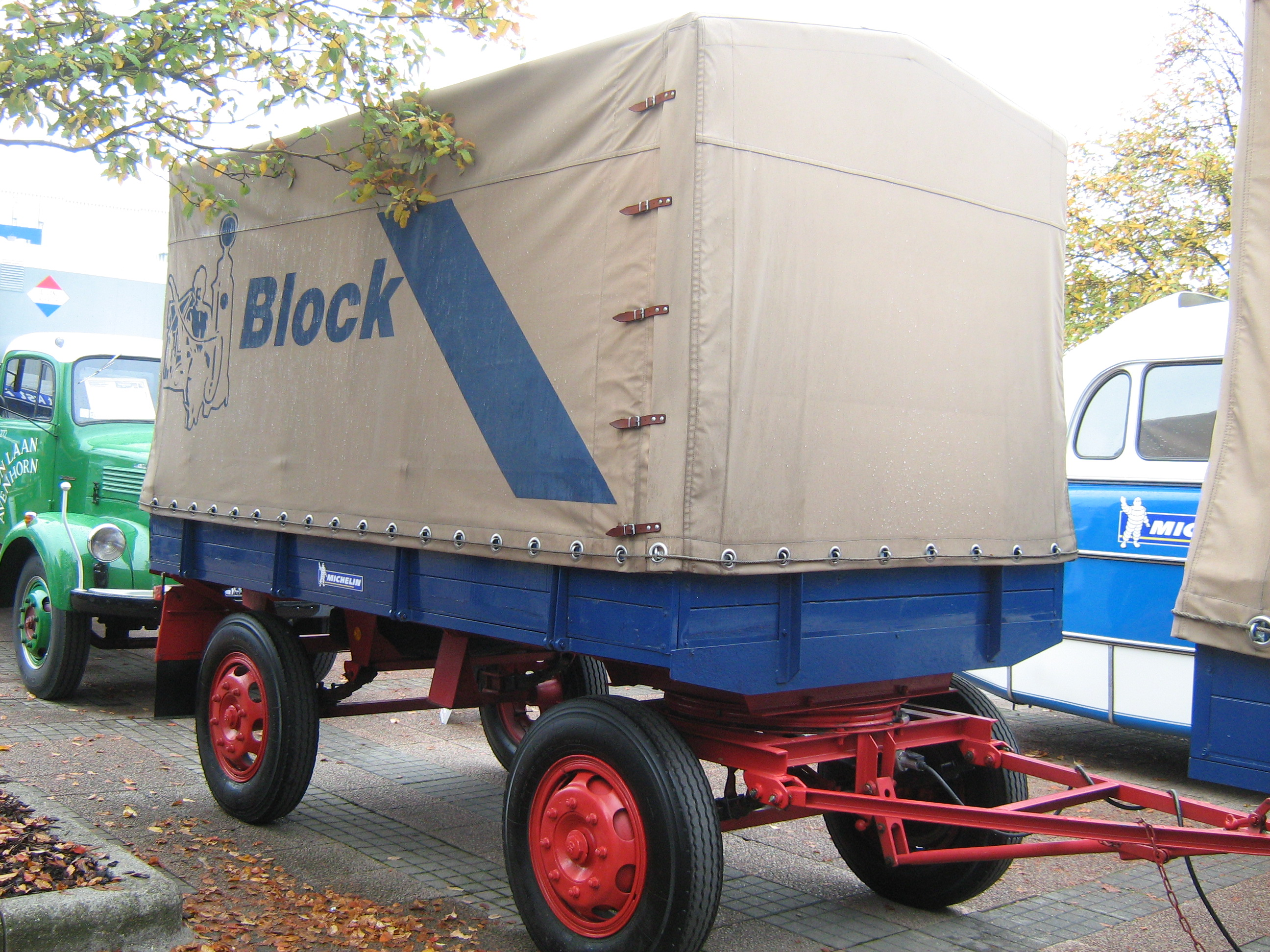
Anhängewagen, zweiachsig mit Gelenkdeichsel

Der Anhängewagen ist eine der grundlegenden Fahrzeugklassen für Anhänger im österreichischen Verkehrsrecht.

## Zum Begriff

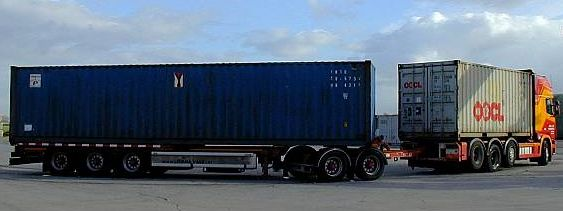
Kraftwagenzug mit Sattelauflieger am Dolly

Der Anhängewagen ist „ein Anhänger mit mindestens zwei Achsen, davon mindestens einer gelenkten Achse, und einer (relativ zum Anhänger) senkrecht beweglichen Zugeinrichtung, die keine wesentliche Last auf das Zugfahrzeug überträgt.“ (§ 2 Begriffsbestimmungen Abs. 1 Z 25 Kraftfahrgesetz i. d. F. 2019).
Damit entspricht der Anhängewagen der – konstruktiven – EU-Fahrzeugklasse DB [Gelenk-]Deichselanhänger (nach Richtlinie EU/678/2011). Im verkehrsrechtlichen Sinne gilt aber auch „ein an eine Nachläuferachse angekuppelter Sattelanhänger“ als Anhängewagen (ebenfalls laut § 2 Z 25 KFG).
Der Anhängewagen unterscheidet sich damit vom Zentralachsanhänger (Z 26b resp. DC) respektive Starrdeichselanhänger (Z 26c resp. DE) (einachsig oder mit Mehrachsgruppe), deren Last wesentlich stärker an das Zugfahrzeug übertragen wird, und die auch nicht so problemlos abgestellt werden können.
Die „nicht wesentliche Last“ ist weniger als 100 daN (entspricht 100 kg; laut § 2 Z 25 KFG und EU/678/2011).
Fuhrwerke (für Zugtiere) fallen nur allenfalls sinngemäß unter den Begriff (§ 1. Z. 1 1. KFG), im Prinzip sind diese vom KFG ausgenommen (§ 1. Z. 2 lit. a KFG).